# Vllahinë
Vllahinë là một xã trong quận Vlorë thuộc hạt Vlorë, Albania. Dân số năm 2005 là 5882 người.